# バイ属
バイ属（ばいぞく：唄属）、学名 Babylonia はバイ科に分類される巻貝 の属。貝殻は右巻きで殻長（殻高）約10cm以下の紡錘形。殻質堅固で、殻表は滑らか。多くは褐色の目立つ斑点模様がある。蓋は角質の木の葉型でやや厚く、殻口を完全に塞ぐ。食用貝。
属のタイプ種は Buccinum spiratum Linnaeus, 1758＝Babylonia spirata ベンガルバイ（単型によるタイプ種）。学名の Babylonia（バビロニア）は、ベンガルバイの螺塔の形や模様がバベルの塔を連想させることに由来する。

## 分布
本州から紅海にかけてのインド-西太平洋に分布し、浅海の砂底に生息する。始新世の化石が欧州で、中新世の化石が日本で見つかっており、インド大陸のアジア大陸への衝突にともないテチス海が消滅したのちインド-西太平洋で生き続けた種族と考えられる。

## 系統発生
バイ属関連の系統分岐図の一部の一例を下に示す。

## 種類
下表のような種が知られている
| 貝殻の外観                                | 種名・分布など                                                                                         |
| ----------------------------------------- | --- |
|                                           | バイ Babylonia japonica (Reeve, 1842) 北海道南部から朝鮮半島                                           |
| (図はweb参照)                             | オオヘソアキバイBabylonia perforata 南シナ海                                                           |
|                                           | タイワンバイ Babylonia formosae (G. B. Sowerby II, 1866) 台湾                                          |
|                                           | ヤマグチバイ Babylonia lutosa (Lamarck, 1816) 台湾以南                                                 |
|                                           | Babylonia pieroangelai T. Cossignani, 2008 東シナ海                                                    |
|                                           | ベンガルバイ Babylonia spirata (Linnaeus, 1758) インドネシアからペルシャ湾                             |
|                                           | セイロンバイ Babylonia zeylanica (Bruguière, 1789) インド洋、臍に薄紫色の顆粒。                        |
|                                           | ゾウゲバイ Babylonia areolata (Link, 1807) 台湾以南                                                    |
| (図はweb参照)                             | ボルネオバイ Babylonia borneensis (G. B. Sowerby II, 1864) カリマンタンからマレーシア 角が丸い市松模様 |
|                                           | チュウシャンバイ Babylonia feicheni Shikama, 1973 ベトナム、オーストラリア東部。                       |
| (図はweb参照)                             | ウスイロバイ Babylonia kiranaHabe, 1965 =Babylonia pallida 沖縄諸島                                    |
|                                           | マキミゾバイ Babylonia ambulacrum (G. B. Sowerby I, 1825) フィリピンからインドネシア                   |
| (図は文献参照)                            | トヤマバイ †Babylonia toyamaensis Tsuda, 1958 富山県、中新世                                           |
| (図は文献参照)                            | †Babylonia leonis ニューギニア島 鮮新世                                                                |
| (図は文献参照)                            | Babylonia umbilifusca Gittenberger & Goud, 2003 オマーン                                               |
| (図はweb参照)                             | アラビアバイ Babylonia valentiana 紅海 ペルシャ湾 ソマリア                                             |
|                                           | コモンバイ Babilonia papillaris =Zemiropsis papillaris (Sowerby I, 1825) 南アフリカ産。褐色の斑点。    |
| Pseudoliva sepimentum (MNHN-IM-2000-1301) | Pseudoliva sepimentum アフリカ西岸 マクラガイモドキ科。 (図はMNHN-IM-2000-1301)                        |

## 生態
温暖な浅海の砂底に棲む。大きい腹足の前に小さめの前足が連なっていて、前足の溝から粘液を出しながら前進する。頭部左から水管を伸ばし、触角の付け根近くに眼がある。触角の間から太くて長い吻を伸ばして魚の死骸などを食べる。歯舌は尖舌型。殻口を完全に塞ぐことができる大きい蓋をもつ。雌雄は交尾し、タイワンバイの場合メスは約0.4cm×0.7cmの卵嚢を平均約30個/年産み、卵のうの中には平均約20個の卵が入っている。幼生の浮遊期間が短いため、海域によって限られた種が生息する傾向がある。有機スズ化合物のような環境汚染物質の影響を受けやすい。
　

## 貝殻
丸く膨らんだ紡錘形で、殻口は殻高の半分近くまで開く。貝殻の螺塔の縫合部に溝がある種は横から見ると階段状に見え、バベルの塔を連想させることが本属の学名Babyloniaの由来となっている。貝殻に褐色の斑点模様がある種が多い。セイロンバイは日本産のバイと似ているが、貝殻の臍に顆粒状突起があり薄い紫色に彩られることで見分けがつく。

## 化石
ベルギーの中新世の地層から†Babylonia brugadina
日本では富山県の中新世の地層からトヤマバイ、渥美半島の更新世の地層からバイの化石が見つかっている。

## 人との関係
中国語の「貝」はバイまたはベイのように発音するため、バイ属のバイはもともと「貝」を意味する。江戸時代末期の武蔵石壽・服部雪斎による『目八譜』の第七巻に(92)婆伊、(93)千草蛽、(94)嶌バイとしてバイが紹介されている。近年食用として出回っている種はインド洋産のセイロンバイBabylonia zeylanicaであることが多い。いずれの種も貝毒の心配がないため、身は煮ると丸ごと食べられて美味い。なお貝殻の形がバイと似たキンシバイはムシロガイ科に属し貝毒を持つため食べてはいけない（バイの項参照）。1990年以後に船舶塗料の有機スズ化合物による環境汚染の影響でバイの生殖器異常が認められ漁獲量が激減した。

## 関連事項
- バイ
- マクラガイ上科